# David Kruse
David Kjær Kruse (* 15. März 2002 in Uldum Sogn, Dänemark) ist ein dänischer Fußballspieler.
Er entstammt der Jugendabteilung vom AC Horsens und machte dort seine ersten Schritte im Herrenbereich. Seit August 2023 steht Kruse beim französischen Zweitligisten FC Valenciennes unter Vertrag und ist zudem dänischer Nachwuchsnationalspieler.

## Karriere

### Verein
David Kruse hatte während seiner Kindheit für die zwischen Vejle und Horsens ansässigen Fußballvereine Sole IF und Hedensted IF gespielt, bevor er als U13-Spieler zum AC Horsens wechselte. Am 7. Oktober 2020 gab er im Alter von 18 Jahren beim 3:0-Auswärtssieg im dänischen Pokal gegen Næsby Boldklub sein Pflichtspieldebüt für die Profimannschaft. Kruse spielte sowohl in diesem Spiel als auch beim 4:2-Auswärtssieg in der dritten Runde gegen VSK Aarhus durch, ehe er ab April 2021 insgesamt fünf Einsätze in der Superligaen absolvierte. Trotz des Erstligaabstiegs blieb er dem AC Horsens treu und ging mit dem Verein in die 1. Division. In der dänischen Zweitklassigkeit kam David Kruse regelmäßiger zum Einsatz – 28 Spiele in der regulären Saison sowie in der Aufstiegsrunde – und war dabei abwechselnd Startelfspieler oder kam als Einwechselspieler zum Einsatz. Am Ende der Saison 2021/22 stand schließlich der direkte Wiederaufstieg und zurück in der höchsten dänischen Spielklasse etablierte er sich als Stammspieler, als er in 25 seiner 31 Partien in der Startelf stand und dabei zumeist als zentraler Mittelfeldspieler eingesetzt wurde. Kruse konnte allerdings den sofortigen Wiederabstieg nicht verhindern.
Im August 2023 wechselte er nach Frankreich zum Zweitligisten FC Valenciennes.

### Nationalmannschaft
Am 17. November 2022 sowie am 20. November 2022 fanden in der türkischen Provinz Antalya zwei Freundschaftsspiele der U20 Dänemarks gegen Schweden und Ungarn statt, wobei David Kruse in beiden Spielen zum Einsatz kam. Am 24. März 2023 debütierte er bei der 2:3-Niederlage in einem Testspiel gegen die Ukraine – ebenfalls in der türkischen Provinz Antalya ausgetragen – für die U21-Nationalmannschaft.